# حد أوسط
الحد الأوسط عند المنطقيين هو الرابط بين الحدين الأكبر والأصغر. في قولنا. «كل جسم مؤلف، وكل مؤلف محدث، فكل جسم محدث» يكون الحد الأصغر هو موضوع النتيجة (جسم) ويكون الحد الأكبر هو محمول النتيجة (محدث) ويكون الحد الأوسط هو لفظ «مؤلف» الذي كان محمولا في المقدمة الصغرى وموضوعا في المقدمة الكبرى واختفى في النتيجة، وهو الذي يمثل العلاقة بين طرفى القياس. ويسمى علة الحكم. وقد يكون الحد كلمة واحدة كما في قولنا «الشمس مشرقة»، فالشمس موضوع القضية، وهي الحد الأول، ومشرقة المحمول، وهي الحد الثاني.

## وصلات خارجية
- الأشكال الأربعة للقياس الاقتراني باعتبار وجود الحد الأوسط في الصغرى والكبرى